# Prudencio Guadalajara
Prudencio Guadalajara fue un ingeniero de caminos español de finales del siglo XIX. Se especializó en la realización de diversas obras civiles a finales del siglo XIX empleando hierro, generalmente puentes que realizó en diversos lugares de la actual comunidad autónoma de Castilla y León. 

## Obra
- Puente de hierro para el río Guadiel, en la provincia de Jaén (1892).[1]
- El Puente de Hierro en Zamora que sustituye la funcionalidad del puente de piedra.